# Ali Lmrabet

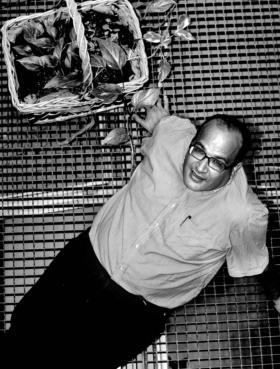
Ali Lmrabet (2006)

Ali Lmrabet (arabisch علي المرابط, DMG ʿAlī al-Murābiṭ; * 30. Dezember 1959 in Tétouan, Nordmarokko) ist ein marokkanischer Diplomat, Journalist und Autor, der für seinen Kampf um die Pressefreiheit in Marokko bekannt ist. Seine Kompromisslosigkeit führte zu harten Repressalien des marokkanischen Regimes, unter anderem zu langjährigem Schreibverbot.

## Jugend
Er ist der älteste von zwölf Geschwistern einer aus dem Rif stammenden Familie. Sein Geburtsort Tetuan genießt immer noch starken spanischen Einfluss, und so lernte er sowohl Spanisch wie Französisch und Arabisch. Sein Vater hatte wie andere Rifbewohner seiner Generation unter Franco im spanischen Bürgerkrieg gedient (Nordmarokko stand seinerzeit unter spanischem Protektorat), das weckte das Interesse des Heranwachsenden für die spanisch-marokkanischen Beziehungen in der Protektoratszeit, daraus sollte schließlich das Thema seiner bisher nicht abgeschlossenen Doktorarbeit werden.
Er ging auf eine Schule der Alliance Israélite Universelle, die in Marokko über ein Netz von Schulen für junge Juden verfügte, aber auch den Schulgang von muslimischen Kindern unterer Bevölkerungsschichten subventionierte. Die Sekundarstufe absolvierte er in Meknès und Rabat, um schließlich an der Sorbonne in Paris Literaturwissenschaft und Betriebswirtschaft zu studieren. Hier erhielt er auch Lehraufträge.

## Vom Diplomaten zum Journalisten
Vor seiner journalistischen Karriere war er im diplomatischen Dienst tätig. In den Neunzigern war er zwei Jahre lang als zweiter Mann an der marokkanischen Botschaft in Buenos Aires tätig; als er die korrupten Praktiken des Botschafters gemeldet hatte, wurde er auf einen bedeutungslosen Posten in Rabat versetzt. Bei dieser Gelegenheit schlug ihm ein befreundeter Journalist des französischsprachigen Blattes Le Quotidien du Maroc vor, sich einer kleinen Tageskolumne anzunehmen; auf diese Weise begann seine Arbeit als Journalist. 1997 begann seine Arbeit für das Wochenblatt La Vie économique, einem Blatt mit Pioniercharakter, welches auf eine im Lande bisher unbekannte gewisse kritische Unabhängigkeit achtete. Dies geschah unter dem Zeichen des Ansatzes einer politischen Öffnung, die mit der Aufarbeitung der „Jahre der bleiernen Zeit“ („années de plomb“) einherging. Er wechselte zu Le Journal Hebdomadaire, das diesem Gedanken noch mehr verbunden war und den Kampf um mehr Meinungsfreiheit im alaouitischen Königreich anführte. Zu Lmrabets bekanntesten Artikeln gehörte sein Interview mit Benjamin Netanjahu, das erste in einem maghrebinischen Land geführte Interview mit einem israelischen Politiker. Ebenso das Interview mit Malika Oufkir, der Tochter von General Mohammed Oufkir, die mit dem Rest ihrer Familie rund zwanzig Jahre in Geheimgefängnissen verschwunden war – König Hassans Rache für die Verwicklung ihres Vaters in die Operation Burâq (versuchter Staatsstreich 1971), oder andere Artikel über die Jahre der bleiernen Zeit sowie dem Thema der Westsahara. All diese Fragen durften bis dahin nicht thematisiert werden. 1999 quittierte er seinen Dienst, als das Blatt einen seiner Artikel ablehnte, in dem er den Reformwillen des neuen Monarchen Muhammad VI. in Frage stellte. Dieser Artikel erschien dann im Courrier international.
Am 11. März 2000 gründete er ein neues Blatt, Demain („Morgen“), mit einem für Marokko sowohl von Form wie Inhalt her neuen Format, das sich zuvörderst mit politischen Fragen befasste. Die Ziele formulierte er im Editorial der ersten Ausgabe wie folgt:
„Ohne Selbstzensur informieren, Analysen ohne inquisitorisches Vorgehen durchführen, mit Verve Innovationen einführen, stets an der Speerspitze bleiben und in dieser Epoche des Wechsels die Transparenz fördern. [...] Denn unserer Meinung nach ist die Zeit zu Ende gegangen, in der aus gewissen Motiven - mögen sie nachvollziehbar sein oder nicht - die Informationsfreiheit gleichbedeutend mit der Unterwanderung und dem Angriff auf die Sicherheit des Staates gewertet wird.“
Am 2. Dezember desselben Jahres wurde die Zeitschrift unter der Regierung des Sozialisten Abd ar-Rahmân Yûsufî geschlossen. Dabei wurde ihm die Veröffentlichung von Dingen vorgeworfen, die bereits anderen Ortes veröffentlicht worden waren, nämlich die Äußerungen eines politischen Veteranen, denen zufolge die Partei des Regierungschefs, die USFP 1971 in das Massaker von Skhirat (versuchter Staatsstreich) verwickelt gewesen sei. Die Regierung nutzte die Gelegenheit, eine unbequeme Zeitschrift zu schließen, zusammen mit Le Journal und seiner arabischen Version as-Sahîfa. In seiner kurzen Existenz überlebte Demain dank der wirtschaftlichen Hilfe seiner Leser, während die Anzeigenschaltung stetig aus Bedenken vor dem kritischen Ton der Zeitschrift zurückging.
Am 20. Januar 2001 erschien mit Demain Magazine ein preisgünstiger gestaltetes Wochenblatt in Schwarzweißdruck und kürzeren Artikeln, immerhin das erste Satireblatt des Landes in französischer Sprache. Demain Magazine lebte ohne Annoncengeschäft nur vom Verkauf; ihm war dank der Karikierung der Persönlichkeiten der politischen Klasse des Landes ein großer Erfolg beschieden, was den Betroffenen allerdings gar nicht gefiel und zu vermehrtem Ärger mit Zensur und Gerichten führte. Im Herbst 2002 wurde ein Schwesterblatt in arabischer Sprache aufgelegt, Dûmân (Doumane in französischer Umschrift, eine Arabisierung des französischen Wortes demain). Dieses war technisch von besserer Qualität als Demain Magazine und erreichte ein weiter gefächertes Publikum. Allerdings führte dies auch zu mehr Feinden und höherem politischen Druck. Am 21. Mai 2003 wurde Ali Lmrabet zu vier Jahren Gefängnis verurteilt, wobei die Strafe kurz darauf auf drei Jahre reduziert wurde. Der Prozess wurde gegen ihn aufgrund der Artikel angestrengt, in denen er über die Absichten des Königs informiert hatte, den königlichen Palast in Skhirât (südlich von Rabat) – und das wurde als Majestätsbeleidigung bewertet –, sowie aufgrund von Karikaturen in Dûmân. Daraufhin trat er in Hungerstreik, bis eine internationale Kampagne zu seiner Befreiung lanciert wurde. Dank einer Begnadigung durch den König kam er im Januar 2004 wieder frei.

## Weiterentwicklung des Journalismus in Marokko
Unter dem Strich betrachtet, hat Lmrabet insofern journalistische Pionierarbeit geleistet, als er konsequent die roten Linien überschritten hat, die jahrzehntelang den geringen Spielraum der Pressefreiheit in Marokko eingeschränkt haben, wobei er das politische Leben in seinen diversen Aspekten unter die Lupe nahm und über gewöhnlich von der Zensur und folglich der Selbstzensur betroffene Themen schrieb, nämlich über die politische Korruption, über die Armutsverhältnisse im Rif, das unter Hassan II. als Vergeltung für Autonomiebestrebungen links liegen gelassen wurde, über die Lage der marokkanischen Soldaten, die in die Gefangenschaft des Polisario gefallen waren und nicht nach Marokko zurückkehren können (Marokko weigert sich, den Umstand einer solchen Gefangenschaft überhaupt anzuerkennen); in diesem Zusammenhang führte er als erster marokkanische Journalist ein Interview mit dem Präsidenten der Sahrauischen Republik (DARS), Mohamed Abdelaziz (arabisch محمد عبد العزيز). Das Interview wurde im April 2000 im Journal Hebdomadaire veröffentlicht und führte zu einem Verbot der Zeitung und ihres arabischsprachigen Schwesterblattes, welches den Artikel allerdings nicht veröffentlicht hatte. Das Verbot wurde erst nach einem internationalen Aufschrei Anfang 2001 aufgehoben, als Bundeskanzler Schröder beim Besuch des marokkanischen Premiers Youssoufi die Angelegenheit zur Sprache brachte. Verbotsbegründung war die angebliche Verletzung der marokkanischen territorialen Integrität durch das Interview. Ferner berichtete Lmrabet über Fälle von Folter und spurlosem Verschwinden oder der illegalen Auswanderung: hierbei überquerte Lmrabet bei seiner Recherche die Straße von Gibraltar zusammen mit anderen Flüchtlingen auf einer patera (bessere Nussschale). Der detaillierte Artikel erschien in El País.

## Reaktion des Regimes
Lmrabet lebte lange Jahre sowohl in Marokko wie in Spanien; in Marokko wurde er am 12. April 2005 zu zehn Jahren Schreibverbot verurteilt, da er dem Wochenblatt al-Mustaqill ('Der Unabhängige') gegenüber im Januar 2005 erklärt hatte, die Sahrauis von Tindouf seien – anders als es die marokkanische Propaganda wahrhaben will – nicht gegen ihren Willen vom Polisario dort festgehalten, sondern Flüchtlinge. Lmrabet wurde darüber hinaus zu einer Geldstrafe von 50.000 Dirham, also rund 5.000 € verurteilt. Trotz dieses Schreibverbotes – das nur für Marokko galt – arbeitete er in den Jahren 2004 bis 2008 für die spanische Zeitung El Mundo als Spezialist für maghrebinische Angelegenheiten. Bei einer nächtlichen Belästigung durch einen Betrunkenen schritt die Polizei im Sommer 2012 – es war gerade Ramadan – trotz wiederholter Aufforderung nicht ein, sondern verweigerte ihm offensichtlich den Schutz. Tags darauf nahmen ihm drei Polizisten seinen Personalausweis ab. Lmrabete machte eine diesbezügliche Anzeige, erhielt jedoch nicht einmal eine Kopie dieser Anzeige. Mitte September 2012 kam es zu regelrechtem Mobbing durch Polizei und Geheimdienst, die ihn und sein Haus filmen.

## Hungerstreik 2015
Seit Ende Juni 2015 befindet sich der Journalist im Hungerstreik vor dem Palast der Nationen in Genf, um die marokkanische Regierung zu zwingen, ihm eine Meldebescheinigung für seinen Heimatort Tetuan auszustellen, die wiederum Vorbedingung für die Ausstellung von Personalausweis (Carte d'identité nationale, CIN) und Reisepass ist. Die CIN wiederum wird benötigt, um ein Gewerbe anzumelden. Erneut wird das Bestreben des Regimes deutlich, ihn einem Berufsverbot zu unterwerfen: Das Schreibverbot war Mitte April 2015 ausgelaufen. Pikanterweise hatte die örtliche Meldestelle ihm diese Meldebescheinigung bereits ausgehändigt, dann aber Lmrabet auf Anweisung höheren Ortes aufgefordert, diese der Polizei wieder zurückzugeben. Lmrabet tat dieses auch, allerdings nicht ohne sich Kopien notariell beglaubigen zu lassen, die dann auf Demain Online ins Netz gestellt wurden.
Am 22. Juli 2015 wandten sich mehrere Nichtregierungsorganisationen, darunter Reporter ohne Grenzen, in einem Schreiben an den marokkanischen König, damit dieser die Ausstellung der für Lmrabets berufliche Tätigkeit notwendigen Papiere veranlasse.
Es ist nicht das erste Mal, dass Marokkos Regime gegen unliebsame Medien mit Verwaltungsprozeduren vorgeht: So musste Le Journal Hebdomadaire aus Casablanca am 25. Januar 2010 schließen, da es durch Schulden in die Insolvenz getrieben worden war. Das Regime hatte nach Aussage eines der Gründer des Blattes bereits im Jahre 2002 Druck auf diejenigen Kunden ausgeübt, die Anzeigen zu schalteten.
Am 28. Juli 2015 brach Lmrabet den Hungerstreik ab, als der marokkanische Innenminister M. Hassad erklärte, Lmrabet könne seinen Pass am Wohnort seiner Familie in Barcelona abholen und nach Marokko zurückkehren; nach einem Aufenthalt daselbst von drei Monaten werde ihm dann auch eine entsprechende Aufenthaltsgenehmigung ausgestellt. Da diese Vorbedingung für die Ausstellung einer CIN ist, wird sich der Journalist Behörden gegenüber in der Zeit nur über seinen Pass ausweisen können. Damit wird der Journalist um weitere drei Monate an der Ausübung seines Berufes in Marokko gehindert.
Anlässlich des Welttages der Pressefreiheit 2014 wurde Ali Lmrabet von Reporter ohne Grenzen (RSF) als einer der weltweit „hundert Helden der Information“ genannt, die in vorbildlicher Weise mit ihrem Kampf und ihrer Arbeit zur Förderung der Freiheit gemäß Artikel 19 der Allgemeinen Erklärung der Menschenrechte beitragen, nämlich „ohne Einschränkung durch Grenzen Informationen zu recherchieren, zu erhalten und zu verbreiten, und zwar mit jeglichem Medium.“

## Auszeichnungen
- Premio al Martirio Humorístico. Academia del Humor (2003)
- Premio Columnistas de El Mundo (2003)
- Prix RSF-Fondation de France (París, 2003)
- XVII Premi Solidaritat. Institut de Drets Humans de Catalunya (Barcelona, 2003)
- Premio Libertad de Expresión de La Revista del Occidente (Asturias, 2003)
- Premio Protagonistas en la categoría de Periodismo (Barcelona, 2003)
- Micrófono de oro de la Federación de Asociaciones de Radio y Televisión (Ponferrada, 2004)
- Premio Agustín Merello de la Comunicación (Cádiz, 2004)
- Premio Periodismo de Los Mejores del año. Cambio 16 (Madrid, 2004)
- Premio Raúl Rivero (Madrid, 2004)
- Premio Constantino Ruiz Carnero a la Libertad de Expresión (Granada, 2004)
- Prix de l’Invité d’honneur. Festival du dessin de presse et d’humour (Tourcoing, 2004)
- Premi Llibertat d'Expressió de la Unión de Periodistes Valencians (Valencia, 2004)
- Premio José Couso a la Libertad de Prensa, verliehen durch das Colegio de Periodistas de Galicia (2005)
- Prix Mohamed Benchicou de la plume libre (Argel, 2006)